# Орлеанская дева (опера)
«Орлеа́нская де́ва» — опера Петра Ильича Чайковского в 4 действиях, 6 картинах, на собственное либретто, написанное по следующим источникам: одноимённой драме Фридриха Шиллера в переводе В. А. Жуковского, драме Ж. Барбье «Жанна д’Арк», либретто оперы «Орлеанская дева» О. Мерме и исторической биографии «Жанна д’Арк» А. Валлона.
Премьера состоялась 13 (25) февраля 1881 года в Мариинском театре.

## История создания
Подвиг героини французского народа Иоанны (Жанны) д’Арк, как сюжет для оперы, заинтересовал Чайковского в 1878 году. Такой интерес возник не случайно.
Романтическая драма Шиллера «Орлеанская дева», впервые с огромным успехом поставленная в Лейпциге в 1831 году, пользовалась, благодаря переводу Жуковского (1817—1821), большой популярностью в прогрессивных кругах России. Популярность эта ещё более возросла в годы общественного подъема 70-х—80-х годов. Но пьеса Шиллера была в то время запрещена к сценическому представлению. Тем не менее великая русская трагическая актриса М. Н. Ермолова нередко читала на вечерах, устраиваемых студенческой молодежью, монологи из «Орлеанской девы». Образ девушки-героини, беззаветно проникнутой идеей освобождения родины, воспламенял сердца демократической аудитории. Однако Ермоловой удалось поставить шиллеровскую трагедию на сцене московского Малого театра лишь в 1884 году, спустя три года после премьеры оперы Чайковского на тот же сюжет.
Народно-патриотическое содержание трагедии прежде всего привлекло к ней внимание композитора: крестьяне и рыцари Франции, одушевленные личной отвагой и пламенным призывом крестьянской девушки, побеждают англичан в так называемой Столетней войне. Решающая битва произошла у Орлеана; отсюда название Жанны — Орлеанская дева. Оклеветанная, она по приговору католического суда предается сожжению на костре (казнена 30 мая 1431 года).
Была, однако, и другая причина, побудившая Чайковского обратиться к шиллеровской пьесе. После лирических сцен «Евгений Онегин» он хотел создать театральное произведение более монументального плана, где лирика сочеталась бы со сценически-декоративной манерой письма. Трагедия Шиллера давала в этом отношении благодарный материал. К тому же композитор мог воспользоваться превосходным текстом перевода Жуковского.
В конце 1878 года Чайковский приступил к осуществлению своего замысла, одновременно составляя либретто и сочиняя музыку. В январе 1879 года он писал: «Я очень доволен своей музыкальной работой. Что касается литературной стороны, то есть либретто… трудно передать, до чего я утомляюсь. Сколько перьев я изгрызу, прежде чем вытяну из себя несколько строчек! Сколько раз я встаю в совершенном отчаянии оттого, что рифма не дается, или не выходит известное число стоп, что недоумеваю, что в данную минуту должно говорить то или другое лицо». Чайковский поставил перед собой нелегкую задачу: он не только сокращал или частично дополнял текст драмы Шиллера — Жуковского, но и, прочтя некоторые исторические исследования, а также воспользовавшись пьесой Ж. Барбье «Жанна д’Арк», внес ряд новых сюжетно-сценических мотивировок, которые преимущественно коснулись финала.
Несмотря на эти трудности, опера в эскизах была завершена к концу февраля, а партитура — в августе 1879 года. Всего же работа над столь монументальным сочинением заняла у Чайковского лишь девять месяцев. Клавир был издан в 1880 году. Позже композитор внес в него некоторые изменения.
Вопреки цензурным препятствиям «Орлеанская дева» была поставлена на сцене Мариинского театра 13 (25) февраля 1881 года. Полтора года спустя состоялась её премьера в Праге. При жизни Чайковского она, однако, ставилась не часто. Лишь в советское время пришло к ней полное признание.

## Действующие лица
- Карл VII, король — тенор
- Архиепископ — бас
- Дюнуа, французский рыцарь — баритон
- Лионель, бургундский рыцарь — баритон
- Тибо д’Арк, отец Иоанны — бас
- Раймонд, её жених — тенор
- Бертранд, крестьянин — бас
- Воин — бас
- Иоанна д’Арк — сопрано
- Агнеса Сорель — сопрано
- Голос соло в хоре ангелов — сопрано

Кавалеры и дамы двора, воины французские и английские, рыцари, монахи, цыгане и цыганки, пажи, шуты, карлики, менестрели, палачи, народ.

## Сюжет

### 1-й акт
Франция XV века. В разгаре Столетняя война с англичанами. На площади перед церковью деревенские девушки украшают дуб и поют песенки. Крестьянин Тибо д’Арк досадует на их легкомыслие в столь грозный для Отечества час. Он озабочен судьбой дочери, семнадцатилетней Иоанны и хочет выдать её замуж за Раймонда, чтобы уберечь от опасности. Но Иоанна ощущает как веление свыше другое предназначение. Тревожный набат возвещает о падении Парижа и об осаде Орлеана, которому грозит гибель. Народ в страхе молится о спасении, Иоанна вдохновенно пророчествует о близкой победе над неприятелем. Девушка прощается с отчим краем, ей слышатся голоса ангелов, благословляющих её на подвиг.

### 2-й акт
В замке Шинон развлекается забывший свой долг Король со своей возлюбленной Агнессой Сорель. Менестрели, пажи, цыгане, скоморохи сменяют друг друга песнями, плясками, забавами. Король бездействен, безразличен. Ни появление рыцаря Лоре, смертельно раненого в бою, ни отречение мужественного рыцаря Дюнуа, решившего с честью разделить участь Орлеана («Прости! Монарха нет у нас! Я не слуга твой…») не может поколебать решения короля спасаться бегством. Внезапно появившиеся архиепископ, придворные, народ сообщают Королю о бегстве англичан, победе французов, о «славной деве», воодушевившей воинов на решающий бой. Иоанна рассказывает изумлённым присутствующим о видении, которое посетило её, о распоряжении свыше возглавить борьбу с иноземцами. Обет хранить девственность было условием этой победы. По распоряжению Короля Иоанна встаёт во главе войска.

### 3-й акт
Картина первая. В глухом лесу Иоанна вступает в поединок с бургундским рыцарем Лионелем. Он сражён, отброшен шлем с забралом. Покорённая прекрасным ликом юноши, девушка не в состоянии убить его. Лионель тронут благородством Иоанны: «Молва идёт, что ни один твой враг тобой не пощажён, за что же мне пощада, одному?» Она же потрясена проснувшимся чувством, одной возможностью нарушить обет. Лионель решается перейти на сторону французов и отдаёт свой меч пришедшему Дюнуа. В сердце недавнего противника зажглась любовь к Иоанне.
Картина вторая. На главной площади Реймса возле собора народ прославляет короля и Иоанну-победительницу. Её отец Тибо, однако, удручён, он считает, что все деяния дочери — от дьявола и решает спасти её душу, даже пожертвовав самой её жизнью. В тот момент, когда король объявляет Иоанну спасительницей отечества и приказывает воздвигнуть ей алтарь, Тибо обвиняет дочь в сношениях с нечистым и требует от неё публично доказать свою невинность. На вопрос к ней: «Считаешь ли себя святой и чистой?» Иоанна ответа не даёт, так как считает любовь к Лионелю нарушением обета. Дюнуа пытается защитить её, но испуганный народ, к тому же под впечатлением некстати начавшейся грозы, отрекается от неё, пророча кару неба. Иоанна гонит прочь Лионеля, тщетно желающего вступиться за неё.

### 4-й акт
Картина первая. Иоанна д’Арк, всеми покинутая и проклятая, одна в глухой чаще леса. Как «смертному дерзну отдать творцу обещанную душу?..» — терзается она сакраментальным вопросом. Но девушка не в силах противиться любви, и она страстно отвечает на признание Лионеля, разыскавшего её в лесу. Счастливый миг, однако, тотчас гаснет: ворвавшиеся в лес английские солдаты убивают Лионеля, а Иоанну уводят.
Картина вторая. На площади в Руане разложен костёр. Иоанна должна быть казнена. Народ, заполнивший площадь, сочувствует героине, нарастает сомнение в праведности готовящейся расправы. Однако Иоанну привязывают к столбу, костёр разжигается. Девушка, как символ защиты держащая в руках крест, взывает к Богу, готовая смиренно принять смерть. Ей слышатся голоса ангелов, несущих прощение.

## Постановки
Премьера 13 февраля 1881 г., в Мариинском театре (дирижёр Направник; Карл VII — Васильев 3-й, Кардинал — Майборода, Дюнуа — Стравинский, Лионель — Прянишников, Тибо — Корякин, Раймонд — Соколов, Иоанна д’Арк — Каменская, Агнесса — Рааб).
В 1899 году постановка в Москве Товарищества частной оперы (дирижёр Ипполитов-Иванов: Карл VII — Кольцов, Дюнуа — Оленин, Лионель — Прянишников, Иоанна д’Арк — Цветкова, Агнесса — Ставицкая, Тибо — Комаровский, Раймонд — Иноземцев).
1907, Оперный театр Зимина в Москве (дирижёр Палицын, режиссёр Оленин; Карл VII — Пикок, Дюнуа — Веков, Лионель — Бочаров, Кардинал — Трубин, Агнесса — Добровольская, Иоанна д’Арк — Петрова-Званцева, Тибо — Осипов, Раймонд — Карензин).
Первая постановка за рубежом 28 июля 1882 в Праге (дирижёр Чех).
В советское время первая постановка в 1942, Саратов. 19 декабря 1945, Театр оперы и балета им. Кирова (дирижёр Хайкин, режиссёр Шлепянов, художник Дмитриев, балетмейстер Якобсон; Карл VII — Кильчевский, Дюнуа — Руновский, Лионель — Орлов, Иоанна д’Арк — Преображенская, Тибо — Яшугин, Кардинал — Луканин, Раймонд — В. Ульянов, Агнесса — Кашеварова). 1958, Свердловский театр оперы и балета им. Луначарского (либретто переработано С. Левиком, дирижёр Людмилин, режиссёр Минский; Карл VII — Коренченко, Иоанна д’Арк — Алексеева, Дюнуа — Семёнов, Лионель — Вутирас. Кардинал — Косов, Раймонд — Субботин, Тибо — Экало, Агнесса — Нестягина). Постановки в др. городах СССР: Харьков (1952), Тбилиси (1957), Горький (1958), Пермь (1969), Москва (Большой театр, 1990).

## Музыкальная критика об опере
Кандидат искусствоведения Антонина Макарова свою диссертацию (2017) посвятила соотнесению религиозных взглядов композитора и его «мистериальных» опер «Орлеанская дева» и «Иоланта». Материал, использованный в диссертации, отражён также в более ранних статьях Макаровой — «Философско-религиозная проблематика в эпистолярном наследии П. И. Чайковского» (2012) и «„Орлеанская дева“ П. И. Чайковского: от „национальной трагедии“ к мистерии спасения» (2016).

## Аудиозаписи
- ИСПОЛНИТЕЛИ: Иоанна — Софья Преображенская, Карл VII — Виталий Кильчевский, Тибо — Иван Яшугин, Архиепископ — Николай Константинов, Дюнуа — Николай Руновский, Агнесса Сорель — Ольга Кашеварова, Лионель — Леонид Соломяк, Раймонд — Владимир Ульянов, Бертран — Иван Шашков, менестрель — Николай Гришанов, голос в хоре Ангелов — Мария Мержевская, хор и оркестр Ленинградского театра оперы и балета им. С. М. Кирова, дирижёр — Борис Хайкин, 1946 год.
- ИСПОЛНИТЕЛИ: Иоанна — Ирина Архипова, Карл VII — Владимир Махов, Тибо — Евгений Владимиров, Архиепископ — Лев Вернигора, Дюнуа — Владимир Валайтис, Агнесса Сорель — Клавдия Радченко, Лионель — Сергей Яковенко, Раймонд — Андрей Соколов, Бертран — Виктор Селиванов, голос в хоре Ангелов — Александра Фирстова, Академический Большой хор и Большой симфонический оркестр Центрального телевидения и Всесоюзного радио, дирижёр — Геннадий Рождественский, 1969 год.
- ИСПОЛНИТЕЛИ: Иоанна — Маквала Касрашвили, Карл VII — Олег Кулько, Агнесса Сорель — Екатерина Кудрявченко, Архиепископ — Глеб Никольский, Лионель — Владимир Редькин, Дюнуа — Михаил Крутиков, Тибо — Вячеслав Почапский, Раймонд — Николай Васильев, Ангел — Зоя Смольянинова; хор и оркестр Большого театра СССР, дирижёр — Александр Лазарев, 1991 год.

## Видеозаписи
- ИСПОЛНИТЕЛИ: Иоанна — Нина Раутио, Карл VII — Олег Кулько, Агнесса Сорель — Мария Гаврилова, Архиепископ — Глеб Никольский, Лионель — Владимир Редькин, Дюнуа — Михаил Крутиков, Тибо — Вячеслав Почапский, Раймонд — Аркадий Мишенькин, Бертран — Максим Михайлов, Солдат — Анатолий Бабыкин, Лоре — Пётр Глубокий, Ангел — Зоя Смольянинова; хор и оркестр Большого театра России, дирижёр — Александр Лазарев, 1993 год.